# Аль-Мансур Абу Бакр
Аль-Малик аль-Мансур Сайф ад-Дин Абу Бакр ибн Мухаммад, известный как Абу Бакр аль-Мансур (араб. الملك المنصور سيف الدين أبو بكر بن محمد‎) — мамлюкский султан Египта, правивший в 1341—1341 годах.

## Биография
Эмиры мамлюков на смертном одре султана ан-Насира Мухаммада поклялись, что они будут верно служить сыновьям султана. Сын Мухаммада Абу Бакр родился в 1321 году и остался в хрониках как щедрый, дружелюбный и амбициозный двадцатилетний человек, которого еще при жизни Мухаммад рекомендовал в качестве своего преемника. Эмиры избрали Абу Бакра султаном с согласия его старшего брата Ахмада, который был в Эль-Караке (в современной Иордании).
Новый правител назначил своего наставника, эмира Сайф аль-Дина Тукуздамура, вице-султаном, а Каузуна и Баштака - одних из самых влиятельных эмиров отца - его секретарями.
Отсутствие внешних угроз во время правления Абу Бакра позволило сформироваться внутреннему конфликту, который в конечном итоге привел к падению султана. Все началось с того, что султан захотел назначить Баштака своим наместником в Сирии, как того хотел еще отец султана. Каузун решительно выступил против этого назначения, после чего Баштак попытался добиться поддержки других эмиров, используя подкуп. Тогда Каузун убедил султана, что Баштак планирует заговор по захвату власти и, следовательно, должен был быть арестован. Баштак был лишен земель и имущества, которые были розданы Каузуну и другим эмирам. Каузун, теперь самый мощный эмир в Египте, сразу же начал выступать против султана и показал своё отвращение к поведению Абу Бакра, который со своими друзьями погряз в ночных застольях. Каузун послал наставника султана Тукухдамура к нему с просьбой воздержаться от подобных удовольствий, которые уже стали известны в народе. Султан, однако, не был впечатлен визитом наставника, после чего Каузун собрал эмиров и сказал им: "Это не правильно, что султан Египта пирует с певцами и развратниками. Его отец когда-либо поступал так?" Когда Абу Бакр услышал об этом собрании, он приказал арестовать Каузуна после пятничной молитвы. Однако Каузун не появился в мечети, а вместо этого пошел в тот же вечер вместе со своими мамлюками и эмирами в цитадель. Султан был захвачен врасплох во время празднования с друзьями, а его сторонники перешли на сторону Каузуна. Формальной причиной свержения Абу Бакра стало обвинение в постоянном запойном пьянстве.
Таким образом, Абу Бакр был свергнут после двух месяцев пребывания у власти и был заменен своим семилетним братом аль-Ашрафом Ала ад-Дином Куджуком, однако реальным правителем Египта стал Каузун и его сторонники.